# Александров Олексій Миколайович
Олексі́й Микола́йович Александров (нар. 22 грудня 1978, Запоріжжя — пом. 2 серпня 2015, Мар'їнка, Донецька обл.) — солдат Збройних сил України, учасник російсько-української війни.

## З життєпису
Народився 1978 року в місті Запоріжжя, де й проживав з родиною.
У часі війни — солдат, 28-ма окрема механізована бригада.
Помер 2 серпня 2015 року від поранень, яких зазнав 31 липня під час обстрілу ВОП 2862 (четвертий пост) поблизу м. Мар'їнки (Донецька область) — у тому бою загинув Петро Кривоус. В інших джерелах датою смерті вказується 31 липня 2015-го.
Залишились дружина та дві доньки.
Похований в Запоріжжі.

## Нагороди та вшанування
За особисту мужність, сумлінне та бездоганне служіння Українському народові, зразкове виконання військового обов'язку відзначений — нагороджений
- орденом «За мужність» III ступеня (4.2.2016, посмертно)[1]